# سید علی‌اکبر گلستانه

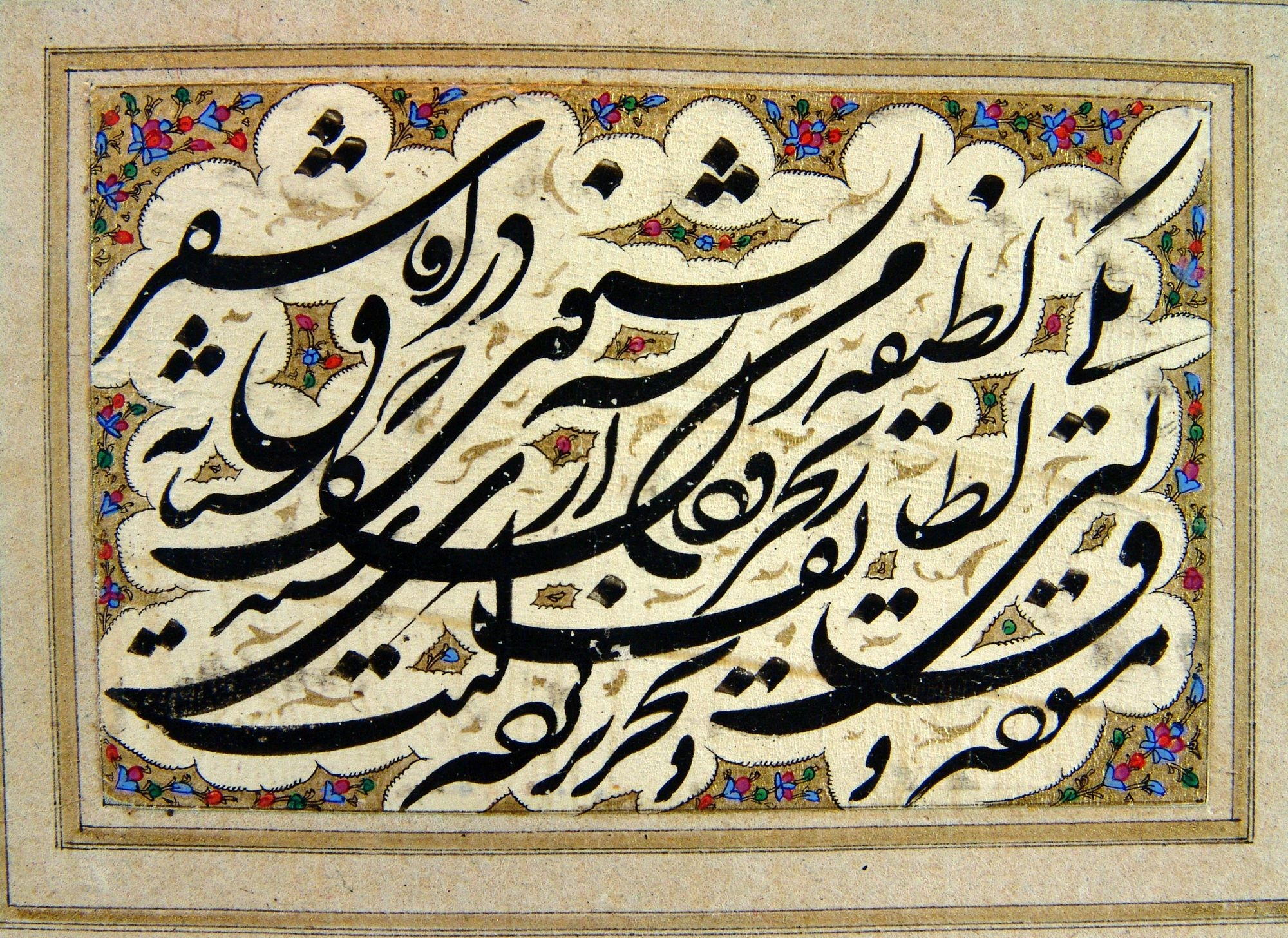
سیاه‌مشقی از سید گلستانه

علی‌اکبر حسنی حسینی (۱۲۷۴ - ۱۳۱۹ ه‍. ق/۱۸۵۸ - ۱۹۰۱ م) معروف و ملقب به سیدگلستانه و احتشام السادات، فرزند محمدابراهیم  از خوشنویسان صاحب‌نام و ازسرآمدان خط شکسته نستعلیق است. اکثریت استادان وی را بهترین شکسته‌نویس ایران می‌دانند.
گلستانه در سال ۱۲۷۴ ه‍.ق در اصفهان متولّد شد در آنجا از کودکی مشق خط کرد و در جوانی نستعلیق را خوش می‌نوشت و در شکسته استاد مسلم بود. او در مدت زندگی سفرهایی به خراسان، فارس و عراق کرد و آخر عمر به تهران آمده و مقیم شد. در سال ۱۳۱۹ ه‍. ق طی یک عمل جراحی ناموفق در چهل و پنج سالگی در تهران بدرود حیات گفت. پیکر وی را بنا به‌وصیتش به قم بردند و در همین شهر به خاک سپردند.
سید گلستانه شیوه درویش عبدالمجید طالقانی را پیروی می‌کرده و به‌خوبی از عهده کار بر آمده‌است. او اقلام مختلف شکسته از خفی و جلی را خوشنویسی کرده و دارای آثاری بسیار ممتاز است ولی نوسان و غث و سمین در نوشته‌هایش زیاد و اختلاف سطح آثارش شگفت‌آور است و وی را به‌عنوان استاد طراز اول آثار ایران در نوع خود کاملا بی نظیر می کند از او	مرقعی در کاخ گلستان و در کتابخانهٔ مجلس موجود است.

## پی نوشت
1. 1 2  قلیچ‌خانی، حمیدرضا. فهرست خوشنویسان دوران قاجار تا معاصر
2. ↑  فضائلی ص۶۲۵
3. ↑  مروری بر سیر تحول شکسته نگاری